# 2019年木里森林火灾
2019年木里森林火灾，是指2019年3月30日至4月10日在中华人民共和国四川省凉山彝族自治州木里藏族自治县雅砻江镇立尔村发生的森林火灾。
2019年3月30日18时许，木里县雅砻江镇立尔村一处海拔3800米的山坡发生森林火灾；随后，县、州两级政府启动应急预案，并投入了689名消防员前去灭火。截至4月4日，共有27名森林消防指战员和4名地方扑火人员因风向突变在火灾中殉职。

## 背景

### 地理背景
木里县位于凉山州西部地处青藏高原和云贵高原交界处，地形为沟壑纵横、切蚀深刻的残余高原，是青藏高原地质结构最复杂、环境最恶劣的地段之一。起火的位置海拔高、风速快且不定，地形非常陡峭，很多地方没有成型的道路，这都给灭火工作带来了困难。
木里县现有林业用地面积94.14万公顷，其中林地62万公顷，森林覆盖率67.3%，活立木蓄积量1.17亿立方米，占全省的10%，全国的1%，是中国大陆仅存不多的成片原始林区。因此，木里县有着“一个木里，一半森林”的美誉。原森林工业部在木里县设有木里林业局。
木里林区属于北半球亚热带季风气候区，干湿季节分明，年平均降水量818毫米。每年的11月至翌年的6月，降水量不足全年的10%，空气干燥，大风天气日数多，另外，林区的风向随地形变化异常，加之林区易燃针叶树种多，林下腐殖层较厚，进入林区的人员活动频繁；因此林区火险等级高、火灾危害性大，被划为国家一级重点火险区。

### 之前的火灾
| 次数         | 按程度分类   | 按程度分类    |
| 次数         | 一般森林火灾 | 30次          |
| 次数         | 较大森林火灾 | 9次           |
| 次数         | 重大森林火灾 | 3次           |
| 次数         | 按原因分类   |               |
| 次数         | 人为引发     | 38次          |
| 次数         | 雷击         | 4次           |
| 次数         | 合计         | 42次          |
| 火场面积     | 火场面积     | 69.24平方公里 |
| 受害森林面积 | 受害森林面积 | 17.56平方公里 |

另外，木里县在2018年5月16日和2019年2月10日又发生了两次森林火灾。自2019年1月至4月，四川省共发生59次山火，其中凉山州21次，皆为人为因素造成。

## 经过
2019年3月30日18时许，木里县雅砻江镇立尔村一处海拔3800米的山坡发生森林火灾；最初规模属于较大火灾，在后续调查中证实为雷击起火，雷击点为一棵高约18米、胸径250多厘米的云南松。云南松遭雷击后树干被撕裂，闪电经树干传导至地下，引燃地表腐殖层，导致火灾发生。随后，县、州两级政府启动应急预案，先后组织了森林消防凉山支队西昌大队、当地专业救援队伍参与扑灭，共投入了689名消防员前去灭火，最多时救火人员达到700多人。
31日下午，由于风向突变，山火发生爆燃，其中30名灭火人员失联，包括27名森林消防指战员和3名地方扑火人员。据幸存的一名西昌消防队指挥员表示，当时一众消防员已经压制住了火势，只剩下了两个小的起火点，但是地下仍然在冒烟，而且烟雾还“噼里啪啦作响”，于是他们便开始分两路撤离。过了不到1分钟，森林突然发生爆燃，窜起了“几十米高的火焰”，没来得及逃生的消防员被火焰吞没，不幸殉职。
4月1日，30名失联的扑火队员遗体全部找到。截至1日17时统计，过火面积已达15公顷左右，火势仍然难以控制。4月2日6时30分，武警四川总队攀枝花支队100人、成都大队150人共250人向火场增援。经现地勘察，火场明火已被扑灭，只有悬崖上有少量烟点，火势蔓延威胁已经消除。
4月2日凌晨，载有失联人员遗体的车队抵达西昌市；当天晚上，第二批6具英雄遇难者遗体运抵西昌。4月2日10时，凉山州木里县人民政府收到中国人保财险支付的“惠农保”自然灾害公众责任险首笔赔款180万元，向“3·30”森林火灾牺牲的30名扑火人员进行赔付。
一些西昌消防大队的幸存消防员出现了急性的应激反应，包括频繁地叹气、不断地“闪回”当时的情况，以及难以入睡。4月6日起，中国科学院心理研究所的专家已开始进行安抚工作；目前，消防员们正处于“应激期”，专家们将主要安抚各类应激情绪问题。

### 复燃及扑灭
4月7日上午，凉山州森林草原防火指挥部办公室报告，木里火灾火场发生复燃；受大风影响，雅砻江镇立尔村火场东北面山崖上被人工降水覆盖的位置复燃，燃烧的腐烂木桩滚落至崖下，引燃未燃尽的树木，还有飞火吹到火场外东面林地燃烧。四川省森林消防总队已派出遣组7人赶赴现场了解情况；凌晨5时，当地350余名消防队员到达火场；另外，周边乡镇440名扑火队员也赶赴火场清理已燃烧过的土地。目前，凉山州政府州长苏嘎尔布已率工作组赶赴火场，四川省森林消防总队也已增派95名森林消防官兵赶赴火场，以及3架直升机进行空中侦察和吊桶灭火作业。4月10日，火灾已基本被扑灭。

### 后续情况
5月15日18时，四川凉山木里县卡拉乡发生森林火灾。5月17日晚，火线明火已全部扑灭。
6月8日上午11点左右，四川省凉山州木里县唐央乡又因雷击引发森林火灾，6月10日晚10点，火场外线已无明火。

## 遇难名单
4月2日中午，凉山彝族自治州人民政府新闻办公室公布在火灾中牺牲的三十位救火人员名单。其中有27名系凉山州森林消防支队指战员，这些消防员中有汉族22人、满族1人、黎族1人、彝族2人、畲族1人：
同日，十一届凉山州政府第31次常务会议研究木里“3.30”森林火灾中牺牲人员申报评定为烈士的相关事宜，认为杨达瓦、邹平、捌斤符合评定烈士的相关条件及要求，决定以州政府名义报四川省人民政府审批。另外27名凉山森林消防支队牺牲官兵，已经通过相关渠道上报评定烈士。评定27名救火的森林消防指战员追记一等功，11人被追认为中共党员。
四川省木里林业局第三营造管护处副主任王慧蓉在扑救过程中失联，于4月4日15时15分发现遇难，死亡原因为跌落导致骨折，骨折片刺穿血管，以至于失血性休克死亡。
| 姓名   | 职位                               | 出生日期 | 民族 | 出生地                   | 政治面貌           |
| ------ | ---------------------------------- | -------- | ---- | ------------------------ | ------------------ |
| 赵万昆 | 凉山支队西昌大队大队部教导员       | 1980.12  | 汉族 | 四川冕宁县               | 中国共产党党员     |
| 幸更繁 | 凉山支队西昌大队大队部公勤班通信员 | 1998.10  | 汉族 | 云南曲靖                 | 中国共青团团员     |
| 蒋飞飞 | 凉山支队西昌大队三中队中队长       | 1990.01  | 汉族 | 四川南充市               | 中国共产党党员     |
| 刘代旭 | 凉山支队西昌大队三中队排长         | 1996.10  | 满族 | 四川成都                 | 中国共产党党员     |
| 程方伟 | 凉山支队西昌大队三中队一班班长     | 1997.01  | 汉族 | 重庆南川区               | 中国共产党党员     |
| 陈益波 | 凉山支队西昌大队三中队一班副班长   | 1998.12  | 汉族 | 云南曲靖                 |                    |
| 赵耀东 | 凉山支队西昌大队三中队一班消防员   | 1997.10  | 汉族 | 甘肃定西                 |                    |
| 丁振军 | 凉山支队西昌大队三中队一班消防员   | 1997.04  | 汉族 | 江西赣州                 | 中国共青团团员     |
| 唐博英 | 凉山支队西昌大队三中队二班副班长   | 1993.07  | 黎族 | 重庆永川                 | 中国共青团团员     |
| 李灵宏 | 凉山支队西昌大队三中队二班消防员   | 1997.11  | 汉族 | 四川成都                 |                    |
| 孟兆星 | 凉山支队西昌大队三中队二班消防员   | 1999.03  | 汉族 | 甘肃金昌                 | 中国共青团团员     |
| 查卫光 | 凉山支队西昌大队三中队三班消防员   | 1997.02  | 彝族 | 云南大理                 | 中国共青团团员     |
| 郭启   | 凉山支队西昌大队三中队三班消防员   | 1999.06  | 汉族 | 甘肃陇南                 | 中国共青团团员     |
| 张浩   | 凉山支队西昌大队四中队中队长       | 1990.06  | 汉族 | 四川西昌                 | 中国共产党党员     |
| 周鹏   | 凉山支队西昌大队四中队一班副班长   | 1997.07  | 汉族 | 江西宜春                 | 中国共青团团员     |
| 张成朋 | 凉山支队西昌大队四中队一班消防员   | 1999.02  | 汉族 | 山东滨州市               | 中国共青团团员     |
| 赵永一 | 凉山支队西昌大队四中队一班消防员   | 1999.12  | 汉族 | 山东临沂市               | 中国共青团团员     |
| 古剑辉 | 凉山支队西昌大队四中队二班消防员   | 1997.01  | 汉族 | 江西赣州                 | 中国共青团团员     |
| 张帅   | 凉山支队西昌大队四中队二班消防员   | 1999.06  | 汉族 | 山东临沂                 |                    |
| 高继垲 | 凉山支队西昌大队四中队三班班长     | 1993.08  | 汉族 | 陕西汉中                 | 中国共产党党员     |
| 汪耀峰 | 凉山支队西昌大队四中队三班副班长   | 1993.09  | 汉族 | 湖北孝昌县               | 中国共产党党员     |
| 孔祥磊 | 凉山支队西昌大队四中队三班消防员   | 1990.02  | 彝族 | 云南红河哈尼族彝族自治州 | 中国共产党党员     |
| 杨瑞伦 | 凉山支队西昌大队四中队三班消防员   | 1997.07  | 畲族 | 贵州黔东南苗族侗族自治州 |                    |
| 康荣臻 | 凉山支队西昌大队四中队三班消防员   | 1999.03  | 汉族 | 山东临沂                 |                    |
| 代晋恺 | 凉山支队警勤排新闻报道员           | 1995.09  | 汉族 | 四川成都                 | 中国共产党预备党员 |
| 徐鹏龙 | 凉山支队西昌大队三中队三班消防员   | 2000.03  | 汉族 | 山东临沂                 | 中国共青团团员     |
| 王佛军 | 凉山支队西昌大队四中队二班消防员   | 2000.07  | 汉族 | 甘肃陇南                 |                    |

| 姓名   | 职位                                 | 出生日期 | 民族 | 出生地             | 政治面貌       |
| ------ | ------------------------------------ | -------- | ---- | ------------------ | -------------- |
| 杨达瓦 | 木里县林业和草原局局长               | 1972.08  | 藏族 | 四川木里藏族自治县 |                |
| 邹平   | 四川省林业第五筑路工程处森林看护职工 | 1976.06  | 汉族 | 四川大竹县         |                |
| 捌斤   | 木里县雅砻江镇立尔村村民服务队队长   | 1970.07  | 藏族 | 四川木里藏族自治县 | 中国共产党党员 |

| 姓名   | 职位                                 | 出生日期 | 出生地     | 政治面貌       |
| ------ | ------------------------------------ | -------- | ---------- | -------------- |
| 王慧蓉 | 四川省木里林业局第三营造管护处副主任 | 1969年   | 四川射洪县 | 中国共产党党员 |

## 反应

### 中央政府
中共中央總書記習近平作出批示，國務院總理李克強亦作出指示要求。
为悼念火灾中殉职的消防员，应急管理部的官网（页面存档备份，存于）已变为黑白界面。同时，应急管理部已经派出党组副书记、副部长付建华和森林消防局政委戴建国带领工作组赶赴现场，指导救援处置工作。

### 地方政府
中共四川省委书记彭清华做出批示，要求把扑火人员生命放在第一位，全力以赴开展搜救工作，并派遣省委副书记兼省长尹力和相关部门负责人前往灾区。
4月1日11:55，西部战区已命令陆军第77集团军出动2架运输直升机前往现场，同行的还有西部战区总医院应急救援队的15人。四川大学华西医院已成立应急医疗救援专家组，以救治火灾中的伤员。
凉山彝族自治州人民政府决定，4月4日为全州哀悼日，全州范围内停止一切公共娱乐活动。同时经四川省人民政府请示，国务院批准，当天西昌市、木里县降半旗，向在扑救木里森林火灾中牺牲的30位救火人员志哀。

### 民间反应
在牺牲消防员遗体运回西昌的当天，大批当地市民自发在街头送行，向牺牲的英雄致敬。遇难的消防员多为90后，不少大陆网民都在社交平台上纷纷表示悼念之情。
4月1日，百度账号名为“龙卷风等你”的网民尹某云（男，30岁，贵州毕节市人）被指在百度平台发布侮辱救火消防员言论，造成负面影响。发言者尹某某涉嫌寻衅滋事罪已在福建泉州被抓并刑事拘留。应急管理部官方微信公众号发文怒斥其为“人渣”，尹某云发布视频致歉。
随后截止4月4日各地通报再有12名网民由于“侮辱牺牲救火英雄”而被捕。4月2日，男子戴某在抖音app评论中发布侮辱消防员言论被拘；4月5日，广州市番禺区警方通报，网民赵某在微信群、新浪微博连续发布诋毁、侮辱救火消防员言论，造成不良影响，已因涉嫌寻衅滋事罪被警方依法刑事拘留；4月6日，居住在天津市濱海新區的河北籍网民李某某在一篇悼念“四川凉山森林大火30名扑火队员遇难”的博文下发表侮辱消防烈士言论，并在当日21时许被滨海新区公安局抓获，又在4月7日因涉嫌寻衅滋事罪被刑事拘留；4月8日，内蒙古呼和浩特市当地一“微博大V”麻成良（35岁）在其“麻氏命理打假”微信群使用“麻氏贞元策划”账号名公然发布侮辱凉山火灾消防员的言论，经审讯其微博粉丝数量达到51万人，后麻成良因寻衅滋事罪被刑拘；4月9日，昆明抓获一名在微信朋友圈侮辱凉山牺牲消防员的信息发布者杨某，经初步调查杨某曾遭到郑某殴打，为报复郑某，杨某利用郑某身份证照片并以郑某的口吻发布了“不服来抓”的朋友圈，后杨某因涉嫌“寻衅滋事”被依法刑事拘留，郑某因殴打他人被治安处罚。
在确认有救灾人员殉职后，包括中超第四轮及CBA四分之一决赛在内，中国国内多项体育赛事均在开赛前安排了默哀仪式，以悼念牺牲的救灾人员。4月3日，足球运动员发布微博，向火灾中“勇敢的消防员们”致哀。
针对一些质疑救火必要性和遇难人数之多的舆论，中国消防救援学院教研室主任白夜在4月3日表示，此次木里县山火必须扑救，否则维持正常燃烧，火情可能进一步扩大，危及周边村落和县城，造成更大的财产和人员损失；另外，造成如此多消防员遇难的主要原因是“突遇山火爆燃”，并不是因为队伍不够专业。

#### 追悼会
4月4日上午10时40分，30名救火牺牲烈士的追悼会在西昌市火把广场举行，共3000人参加。习近平、李克强、韩正等党和国家领导人向30名烈士敬献花圈，国务委员王勇出席悼念活动，应急管理部党组书记黄明致悼词。